# Famille de Saint-Phalle
La famille de Saint-Phalle est une famille française subsistante de noblesse d'extraction chevaleresque remontant au XIIIe siècle. Elle tire son nom de la commune de Saint-Phal, en Champagne.

## Histoire

### Première branche (vers 1240 - 1773)
La première branche, liée plus tard à la maison de Courtenay, comprend :
- André I de Saint-Phalle (ou « Saint-Phal », « Saint Phal », sans trait d'union), cité en mars 1240 lors de la croisade des barons, chevalier, ordre de Saint-Jean de Jérusalem, sous le commandement de Thibault, comte de Champagne[1]. Il est supposé que ce premier nom soit lié à la châtellenie de Saint-Phal, jusqu'au début du XVe siècle, et qu'il épouse avant 1222, Alpais de Cudot, dont deux enfants, André II et Pierre. Il meurt en 1248[2].

- Philippe I de Saint-Phalle, chevalier, arrière-petit-fils d'André I, filleul de Philippe le Hardi, participe à la bataille de Mons-en-Pévèle en 1304. Son petit-fils, Philippe II, mort après 1429, devient le premier sénéchal de Courtenay[2].

Les fiefs principaux sont Cudot, Saint-Phal, Saint-Martin-d'Ordon, le château de Montgoublin et Bona, ainsi que Vaast d'Arras. Certains domaines et propriétés situés dans la Brie et dans le Nivernais demeureront dans cette famille jusqu'au XXe siècle.
Cette première branche s'éteint avec Phal de Saint-Phalle (1727-1773) par absence de descendance mâle.

### Deuxième branche
Une autre branche de cette famille, issue de la descendance de Philippe III, mort en 1478, à savoir :
- Louis de Saint-Phalle, mort en 1510, père de :
  - Richard, seigneur de Cudot, mort en 1571, son fils ;
    - Eustache de Saint-Phalle, mort en 1602, son fils ;
      - Claude de Saint-Phalle, mort en 1621, son fils ;
        - Claude de Saint-Phalle, seigneur de Villefranche, mort en 1674, son fils ;
          - Charles de Saint-Phalle (1658-1711), seigneur de Montgoublin, son fils ;
            - Claude Lié de Saint-Phalle (1710-1750), son fils ;
              - Jean Vincent de Saint-Phalle (1745-1825), son fils ;
                - Charles de Saint-Phalle (1794-1875), maire de Saint-Benin-d'Azy, président du Conseil général de la Nièvre, son fils aîné, père de ;
                  - Edgard-Charles de Saint-Phalle (1826-1913), sous-préfet, commandant de Saint-Pierre-et-Miquelon.

                - Édouard Charles de Saint-Phalle (1798-1874), fils cadet de Charles, père de :
                  - Gaston-Louis de Saint-Phalle (1827-1866), capitaine de vaisseau, officier de la Légion d'honneur ;
                  - Ernest Charles Marie de Saint-Phalle (1828-1867), polytechnicien, père de :
                    - Pierre Marie Xavier de Saint-Phalle (1859-1937), officier militaire[4], père de 8 enfants (cf. ci-dessous).

### Descendance de Pierre de Saint-Phalle (1859-1937)

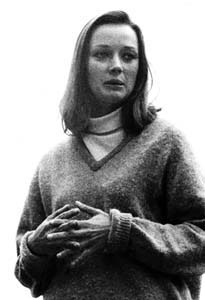
Portrait de l'artiste Niki de Saint Phalle.

- Pierre Marie Xavier de Saint-Phalle (1859-1937)
  - François de Paule Maris Xavier de Saint-Phalle (1885-1932), cofondateur avec ses frères à New York de Saint-Phalle & Co. ;
  - Bernard Marie André de Saint-Phalle (1886-1960), banquier à New York ;
  - Fal Marie Henri de Saint-Phalle (1889-1969), banquier à New York, dont :
    - Thibaut de Saint Phalle (en) (1918-2015)[5], banquier américain et directeur de l'Eximbank de 1977 à 1981.

  - Claude Marie François de Saint-Phalle (1894-1987), financier ;
  - Alexandre Marie Bernard de Saint-Phalle (1900-1990), banquier, père de :
    - Thérèse de Saint-Phalle (1930-2023), femme de lettres française ;
    - Édouard de Saint-Phalle (1943-2023), historien et généalogiste français ;

  - André Marie de Saint-Phalle (1906-1967), banquier, père de :
    - Catherine de Saint-Phalle, dite Niki de Saint Phalle (1930-2002), artiste franco-américaine, plasticienne, peintre, sculptrice et réalisatrice de films.

## Autres membres de la famille
- Jacques de Saint-Phalle (1917-2010), pilote (sous-lieutenant), as de l'aviation durant la Seconde Guerre mondiale, descendant de Charles de Saint-Phalle (1794-1875).
- Yom de Saint-Phalle (né en 1970), ancien légionnaire, sculpteur français[6].

## Alliances
Les principales alliances de la famille de Saint-Phalle sont : Frétel de La Haute-Maison (1482), de Brichanteau (1497), Le Fort de Villemandeur (1529), Courtenay (1544), de Blondeau (1567), Grivel de Grossouvre (1604), Chamigny (1624), de Chastellux (1650), Vaudrey, Féra (1655), Le Tonnelier de Breteuil (1693), Bardin du Chosset (1736), Vaillant de Savoisy (1772), Bourgeois de Boynes (1790), Daniel de Boisdenemetz (1821), de Chabannes (1826, 1858 et 1884), de Man d'Attenrode (1858), Gougenot des Mousseaux (1860), de Laage de La Rocheterie (1919), Ladreit de Lacharrière (1949), Pellissier de Féligonde, de Roquefeuil-Montpeyroux (2020).

## Armes, titres
- Armes : D'or à la croix ancrée de sinople[7],[1].
- Titre : Marquis[7] (titre de courtoisie)